# Banda Conmoción
Banda Conmoción es un grupo formado por quince artistas que evocan la fiesta popular latinoamericana y universal, que cultivan el festejo y sonido esencial. En sus más de dos décadas de vida, la banda ha grabado cuatro discos: Pregonero (2008), Cuerpo Repartido (2010), Tiraneño (2014, ganador del Premio Pulsar al Mejor disco de música de raíz) y Festejos (2017).

## Historia
“Corría el año 2001, específicamente el día sábado 12 de mayo, y Banda Conmoción subía por primera vez a un escenario en un formato un tanto diferente al que después le caracterizaría, con batería, bajo y guitarra eléctrica, además de sus característicos instrumentos de bronces. El repertorio estaba conformado por cinco cumbias clásicas de sonoras chilenas, de esas que eran tema obligado en fiestas familiares, año nuevo, casamientos, bautizos…”.
Los comienzos de Banda Conmoción están ligados al teatro y la intervención artística callejera, formando parte de la compañía Teatro Mendicantes, a quienes acompañaba musicalizando y creando atmósferas sonoras en sus montajes en espacios públicos y escenarios. La compañía posteriormente entraría en receso, momento en el cual músicos, actores y bailarines deciden llevar adelante un trabajo musical-escénico con formato instrumental de banda de bronces, con el fin de tomar y reinterpretar la fiesta latinoamericana y universal, destacándose por su fuerte, colorida e integral puesta en escena, logrando traspasar a su público el espíritu presente en las manifestaciones de la tradición, consiguiendo conquistar a una audiencia transversalmente etaria; niños, jóvenes, adultos y tercera edad.
A nivel nacional, Banda Conmoción ha pisado diversos e importantes escenarios como Lollapalooza o el Festival del Huaso de Olmué y muchos otros a todo lo largo y ancho del territorio. Ha realizado además, giras internacionales por Francia, España, Alemania, China, Argentina, Perú y Colombia, pasando por escenarios como el Festival Nacional del Porro de San Pelayo y Rock al Parque, Bogotá.
Banda Conmoción se ha consolidado para transformarse en número obligado de la fiesta y el jolgorio nacional, sin dejar de lado su compromiso con la tradición, lo que le valió la distinción como Mejor Artista de Música de Raíz, otorgado por el jurado de Premios Pulsar Música Chilena 2015.

## Discografía

### Álbumes de estudio
- Pregonero (2008, Independiente)
- Cuerpo Repartido (2010, Oveja Negra)
- Tiraneño (2014,Independiente)
- Festejos (2017,Independiente)
- Infierno Carnaval (2023,Independiente)

### Álbumes en vivo
- Sonido Esencial, 10 Años (2013, Autoedición, DVD)